# George Murray (calciatore)
George Murray (Bellshill, 16 maggio 1942) è un allenatore di calcio ed ex calciatore scozzese, di ruolo centrocampista.

## Carriera

### Giocatore

#### Club
Murray esordisce tra i professionisti all'età di 20 anni con il Motherwell, club della prima divisione scozzese, con cui rimane in squadra per sei stagioni consecutive (dal 1962 al 1968) per un totale di 127 presenze e 16 reti in incontri di campionato. Successivamente si trasferisce all'Aberdeen, altro club del medesimo campionato, con cui gioca fino al 1973, anno in cui, all'età di 31 anni e dopo undici stagioni da professionista, si ritira, e con il quale mette a segno 11 reti in 89 presenze nella prima divisione scozzese, per un totale in carriera di 216 presenze e 27 reti in questa categoria. Con la maglia dell'Aberdeen ha inoltre vinto la Coppa di Scozia nella stagione 1969-1970 ed ha giocato 2 partite in Coppa delle Coppe (entrambe nella stagione 1970-1971) e 5 partite in Coppa UEFA (4 nella Coppa UEFA 1971-1972 ed una nella Coppa UEFA 1972-1973).

#### Nazionale
Tra il 1964 ed il 1965 ha giocato complessivamente 3 partite con la nazionale scozzese Under-23.

### Allenatore
Nel 1975 è stato per quattro partite allenatore ad interim dell'Aberdeen, nella prima divisione scozzese; in seguito, dal 1981 al 1983 ha allenato i Canberra Arrows, club della prima divisione australiana.

## Palmarès

### Giocatore

#### Competizioni nazionali
- Coppa di Scozia: 1

Aberdeen: 1969-1970